# Elof Ehnmark
Elof Einar Jacob Ehnmark (signatur E E-k), född 3 augusti 1899 i Härnösand, död 28 december 1978 i Oscars församling, Stockholm, var en svensk radiochef, litteraturhistoriker och skolman.
Ehnmark avlade studentexamen vid Härnösands högre allmänna läroverk 1917, och skrevs in vid Uppsala universitet samma år. Han blev 1930 filosofie doktor i litteraturhistoria med avhandlingen Studier i svensk realism. 1700-talstraditionen och Fredrik Cederborgh. Under studietiden i Uppsala var han förste kurator vid Norrlands nation 1925–1927, och därefter ordförande för Uppsala studentkår 1928–1929. 
Ehnmark  var lärare vid Uppsala enskilda läroverk 1929–1941, lektor vid Luleå högre allmänna läroverk 1941–1944, och rektor för folkskoleseminariet i Luleå 1944–1950.
Han blev programchef vid Radiotjänst i Luleå 1942, och innehade denna post fram till 1950 när han blev programdirektör för hela dåtidens Sveriges Radio. Till skillnad från sina företrädare, som både var verkställande direktör och chef för riksprogrammet, var Ehnmark enbart programdirektör. VD-posten innehades istället från 1952 av den administrativa chefen Erik Mattsson. När Ehnmark lämnade radion 1955 återgick man till en samlad chefspost.
Efter att ha lämnat Radiotjänst återgick Enhmark till utbildningsväsendet och blev lektor vid Kungsholmens högre allmänna läroverk, en tjänst som han innehade fram till 1966.